# Dragon Soul

드래곤 소울 (Dragon Soul)（ドラゴン ソウル）는 타니모토 타카요시(Dragon Soul)의 7번째 싱글이다. 2009년 5월 20일에 콜롬비아 뮤직 엔터테인먼트(현·일본 콜롬비아)로부터 발매되었다.

## 개요
- 후지 TV계 애니메이션 「드래곤 볼 개」오프닝 테마와 이미지 송을 수록.
- CD 자켓에는 손오공, 손오반, 피콜로, 베지터, 프리저가 그려져 있다.
- 3만장 한정으로 생산된 초회반에는 카드더스 "드래곤볼 카이 -  드래곤 버틀러스"에서 사용할 수 있는 오프닝 오리지널 버틀러 카드가 동봉되었다.[2]
- 『드래곤볼 카이』[3][4]『드래곤볼 히어로즈』시리즈의 주제가를 부르는 그룹 이름도 "Dragon Soul"이라고 명명되어 있다.[5][3][6][7]멤버는 노래:타니모토 타카요시 (나중에 고조 마유미, YOFFY가 추가)[5]、작곡: 이와사키 타카후미 (岩崎貴文)[3][6], Dragon Soul 테마송 프로듀서[8]・드래곤볼 히어로즈 시리즈 작사 - 시리즈 테마송 작사[5]:엔지니어 요시[7][8]. 다니모토는 '수권전대 게키레인저'와 마찬가지로 이와사키의 작곡이었기 때문에 안심하고 노래할 수 있었다고 말하고 있다.[9]

## 수록곡
1. Dragon Soul [4:25]
작사 : 요시모토 유미 (吉元由美), 작곡 : 이와사키 타카후미 (岩崎貴文), 편곡 : 쿄다 세이치 (京田誠一)
2. 무적 AURA의 에너지 [3:31]
작사 : 요시모토 유미 (吉元由美), 작곡 : 이와사키 타카후미 (岩崎貴文), 편곡 : 후쿠다 히로히코 (福田裕彦)
3. 드래곤 소울 (Dragon Soul)（오리지널 가라오케）
4. 무적 AURA의 에너지（오리지널 가라오케）

## 타이업
| 곡명               | 타이업                                           |
| ------------------ | ------------------------------------------------ |
| Dragon Soul        | 텔레비전 애니메이션 『드래곤볼 카이』오프닝 테마 |
| 무적 AURA의 에너지 | 텔레비전 애니메이션 「드래곤볼 카이」이미지 송   |